# PINK MEMORY NORTH AMERICAN TOUR
PINK MEMORY NORTH AMERICAN TOUR는 대한민국의 음악 그룹 에이핑크의 미주 투어로 총 4회에 걸쳐 진행되었다.

## 투어 일정
| 일정           | 도시         | 국가   | 장소            |
| -------------- | ------------ | ------ | --------------- |
| 2016년 1월 5일 | 밴쿠버       | 캐나다 | 벤쿠버 오르페움 |
| 2016년 1월 6일 | 댈러스       | 미국   | 버라이존 극장   |
| 2016년 1월 8일 | 샌프란시스코 | 미국   | 더 리젠시 볼 룸 |
| 2016년 1월 9일 | 로스앤젤레스 | 미국   | 노키아 극장     |